# 1821 год
1821 (ты́сяча восемьсо́т два́дцать пе́рвый) год  по григорианскому календарю — невисокосный год, начинающийся в понедельник. Это 1821 год нашей эры, 1‑й год 3‑го десятилетия XIX века 2‑го тысячелетия, 2‑й год 1820‑х годов. Он закончился 204 года назад.
| Пн | Вт | Ср | Чт | Пт | Сб | Вс |
| 1  | 2  | 3  | 4  | 5  | 6  | 7  |
| 8  | 9  | 10 | 11 | 12 | 13 | 14 |
| 15 | 16 | 17 | 18 | 19 | 20 | 21 |
| 22 | 23 | 24 | 25 | 26 | 27 | 28 |
| 29 | 30 | 31 |    |    |    |    |

| Пн | Вт | Ср | Чт | Пт | Сб | Вс |
|    |    |    | 1  | 2  | 3  | 4  |
| 5  | 6  | 7  | 8  | 9  | 10 | 11 |
| 12 | 13 | 14 | 15 | 16 | 17 | 18 |
| 19 | 20 | 21 | 22 | 23 | 24 | 25 |
| 26 | 27 | 28 |    |    |    |    |

| Пн | Вт | Ср | Чт | Пт | Сб | Вс |
|    |    |    | 1  | 2  | 3  | 4  |
| 5  | 6  | 7  | 8  | 9  | 10 | 11 |
| 12 | 13 | 14 | 15 | 16 | 17 | 18 |
| 19 | 20 | 21 | 22 | 23 | 24 | 25 |
| 26 | 27 | 28 | 29 | 30 | 31 |    |

| Пн | Вт | Ср | Чт | Пт | Сб | Вс |
|    |    |    |    |    |    | 1  |
| 2  | 3  | 4  | 5  | 6  | 7  | 8  |
| 9  | 10 | 11 | 12 | 13 | 14 | 15 |
| 16 | 17 | 18 | 19 | 20 | 21 | 22 |
| 23 | 24 | 25 | 26 | 27 | 28 | 29 |
| 30 |    |    |    |    |    |    |

| Пн | Вт | Ср | Чт | Пт | Сб | Вс |
|    | 1  | 2  | 3  | 4  | 5  | 6  |
| 7  | 8  | 9  | 10 | 11 | 12 | 13 |
| 14 | 15 | 16 | 17 | 18 | 19 | 20 |
| 21 | 22 | 23 | 24 | 25 | 26 | 27 |
| 28 | 29 | 30 | 31 |    |    |    |

| Пн | Вт | Ср | Чт | Пт | Сб | Вс |
|    |    |    |    | 1  | 2  | 3  |
| 4  | 5  | 6  | 7  | 8  | 9  | 10 |
| 11 | 12 | 13 | 14 | 15 | 16 | 17 |
| 18 | 19 | 20 | 21 | 22 | 23 | 24 |
| 25 | 26 | 27 | 28 | 29 | 30 |    |

| Пн | Вт | Ср | Чт | Пт | Сб | Вс |
|    |    |    |    |    |    | 1  |
| 2  | 3  | 4  | 5  | 6  | 7  | 8  |
| 9  | 10 | 11 | 12 | 13 | 14 | 15 |
| 16 | 17 | 18 | 19 | 20 | 21 | 22 |
| 23 | 24 | 25 | 26 | 27 | 28 | 29 |
| 30 | 31 |    |    |    |    |    |

| Пн | Вт | Ср | Чт | Пт | Сб | Вс |
|    |    | 1  | 2  | 3  | 4  | 5  |
| 6  | 7  | 8  | 9  | 10 | 11 | 12 |
| 13 | 14 | 15 | 16 | 17 | 18 | 19 |
| 20 | 21 | 22 | 23 | 24 | 25 | 26 |
| 27 | 28 | 29 | 30 | 31 |    |    |

| Пн | Вт | Ср | Чт | Пт | Сб | Вс |
|    |    |    |    |    | 1  | 2  |
| 3  | 4  | 5  | 6  | 7  | 8  | 9  |
| 10 | 11 | 12 | 13 | 14 | 15 | 16 |
| 17 | 18 | 19 | 20 | 21 | 22 | 23 |
| 24 | 25 | 26 | 27 | 28 | 29 | 30 |

| Пн | Вт | Ср | Чт | Пт | Сб | Вс |
| 1  | 2  | 3  | 4  | 5  | 6  | 7  |
| 8  | 9  | 10 | 11 | 12 | 13 | 14 |
| 15 | 16 | 17 | 18 | 19 | 20 | 21 |
| 22 | 23 | 24 | 25 | 26 | 27 | 28 |
| 29 | 30 | 31 |    |    |    |    |

| Пн | Вт | Ср | Чт | Пт | Сб | Вс |
|    |    |    | 1  | 2  | 3  | 4  |
| 5  | 6  | 7  | 8  | 9  | 10 | 11 |
| 12 | 13 | 14 | 15 | 16 | 17 | 18 |
| 19 | 20 | 21 | 22 | 23 | 24 | 25 |
| 26 | 27 | 28 | 29 | 30 |    |    |

| Пн | Вт | Ср | Чт | Пт | Сб | Вс |
|    |    |    |    |    | 1  | 2  |
| 3  | 4  | 5  | 6  | 7  | 8  | 9  |
| 10 | 11 | 12 | 13 | 14 | 15 | 16 |
| 17 | 18 | 19 | 20 | 21 | 22 | 23 |
| 24 | 25 | 26 | 27 | 28 | 29 | 30 |
| 31 |    |    |    |    |    |    |

## События
- 26 января — в Лайбахе (ныне Любляна) открылся III Конгресс Священного союза[1].
- 24 февраля — начало восстания против испанского господства в Мексике. Агустин Итурбиде публикует План Игуалы предполагающий установление конституционной монархии во главе с королём Испании[2].
- 2 марта — в Испании ушло в отставку конституционное правительство Эваристо Переса де Кастро[3].
- 8 марта — Александр Ипсиланти в Яссах распространил призыв к восстанию за независимость Греции[4].
- 12 марта — в условиях революционных событий король Сардинского королевства Виктор Эммануил I отрёкся от престола в пользу своего младшего брата Карла Феликса и уехал в Ниццу[5].
- 23 марта — австрийская армия занимает Неаполь и подавляет революцию в Королевстве Обеих Сицилий[6].
- 6 апреля (25 марта) — православный митрополит Патрский Герман поднял знамя национального восстания. Греция объявляет независимость от Османской империи, начав греческую войну за независимость.[источник не указан 2616 дней]
- 23 апреля — главой конституционного правительства Испании вновь назначен Эусебио Бардайи Азара[3].
- 26 апреля — португальский король Жуан VI отбыл из Бразилии в Лиссабон, оставив регентом Бразилии инфанта Педру[7].
- 6 мая — в Кукуте на границе Венесуэлы начало работу Учредительное собрание Новой Гранады[8].
- 12 мая — закрыт Лайбахский конгресс Священного союза. Решено подавить революционное движение в Италии. Россия обязалась не помогать освободительному движению в Греции[1].
- 9 июня — в Парагвае проведена чистка от граждан Испании. Большинство выслано из страны[9].
- 24 июня — армии Симона Боливара и Хосе Антонио Паэса разбили сторонников Испании в долине Карабобо[10].
- 29 июня — армия Симона Боливара торжественно вступила в Каракас[8].
- 6 июля — испанские войска без боя уходят из столицы Перу Лимы. В неё вступает армия Хосе де Сан-Мартина[11].
- 17 июля — в Асунсьоне по обвинению в заговоре против Гаспара Франсии расстрелян бывший правитель Парагвая Фульхенсио Йегрос и его сторонники[9].
- 28 июля — Хосе де Сан-Мартин провозглашает независимость Перу[11].
- 10 августа — штат Миссури принят в состав Соединённых Штатов Америки[12].
- 24 августа — Агустин Итурбиде подписывает в Кордобе соглашение с представителями Испании. Испания признаёт независимость Мексики, королём которой продолжает оставаться Фердинанд VII[2].
- 30 августа — принята конституция Новой Гранады, закреплявшая её полную независимость от Испании[8].
- 15 сентября
  - День независимости Гватемалы от Испании. Совещание в городе Гватемала провозгласило независимость генерал-капитанства, включавшего всю Центральную Америку[13] и назначила испанского губернатора Габино Гаинсу политическим руководителем[14].
  - Провозглашена независимость Коста-Рики[15].
- 23 сентября — армия Агустина Итурбиде вступила в Мехико, оставленный испанской армией[2].
- 28 сентября — временная правительственная хунта Мексики провозгласила независимость страны от Испании. Хунта распущена, её глава Агустин Итурбиде провозглашён президентом регентства Мексиканской империи[16].
- 1 октября — войска Новой Гранады овладели последним испанским опорным пунктом на побережье — крепостью Картахена[8].
- 8 октября
  - обнародован «Временный статут» Перу, провозгласивший гражданские свободы[17].
  - греческие повстанцы под командованием Теодороса Колокотрониса овладели Триполисом[18].
- 29 октября — Коста-Рика провозгласила независимость от Испании[19].
- 30 ноября — в столице Гватемалы произошли столкновения между сторонниками и противниками присоединения к Мексике[20].
- основан город Болград (Одесская область, Украина).[источник не указан 2616 дней]
- 1 декабря — в восточной части острова Гаити свергнута власть Испании и провозглашена республика «Независимое государство испанской части Гаити». Временная правительственная хунта Нуньеса де Касереса заявляет о намерении присоединить республику к Колумбии[21].
- 9 декабря — в Бразилии опубликованы декреты кортесов Португалии, отменяющие самостоятельность бразильских властей и подчиняющие бразильские провинции напрямую властям в Лиссабоне. Принцу-регенту Педру приказано срочно вернуться в метрополию. Декреты вызывают массовое недовольство[22].
- 12 декабря — во Франции отправлено в отставку правительство герцога Армана-Эммануэля Ришельё[23].
- 14 декабря — во Франции король Людовик XVIII утвердил правительство графа Жана-Батиста Виллеля[23].

## Родились
См. также: Категория:Родившиеся в 1821 году

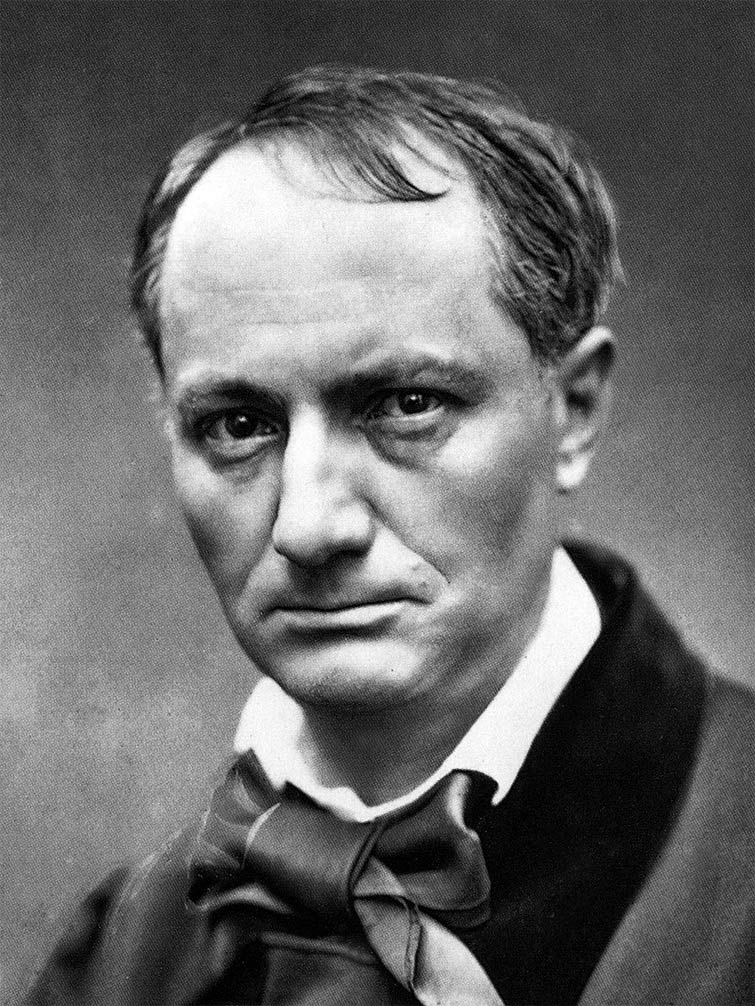
Бодлер

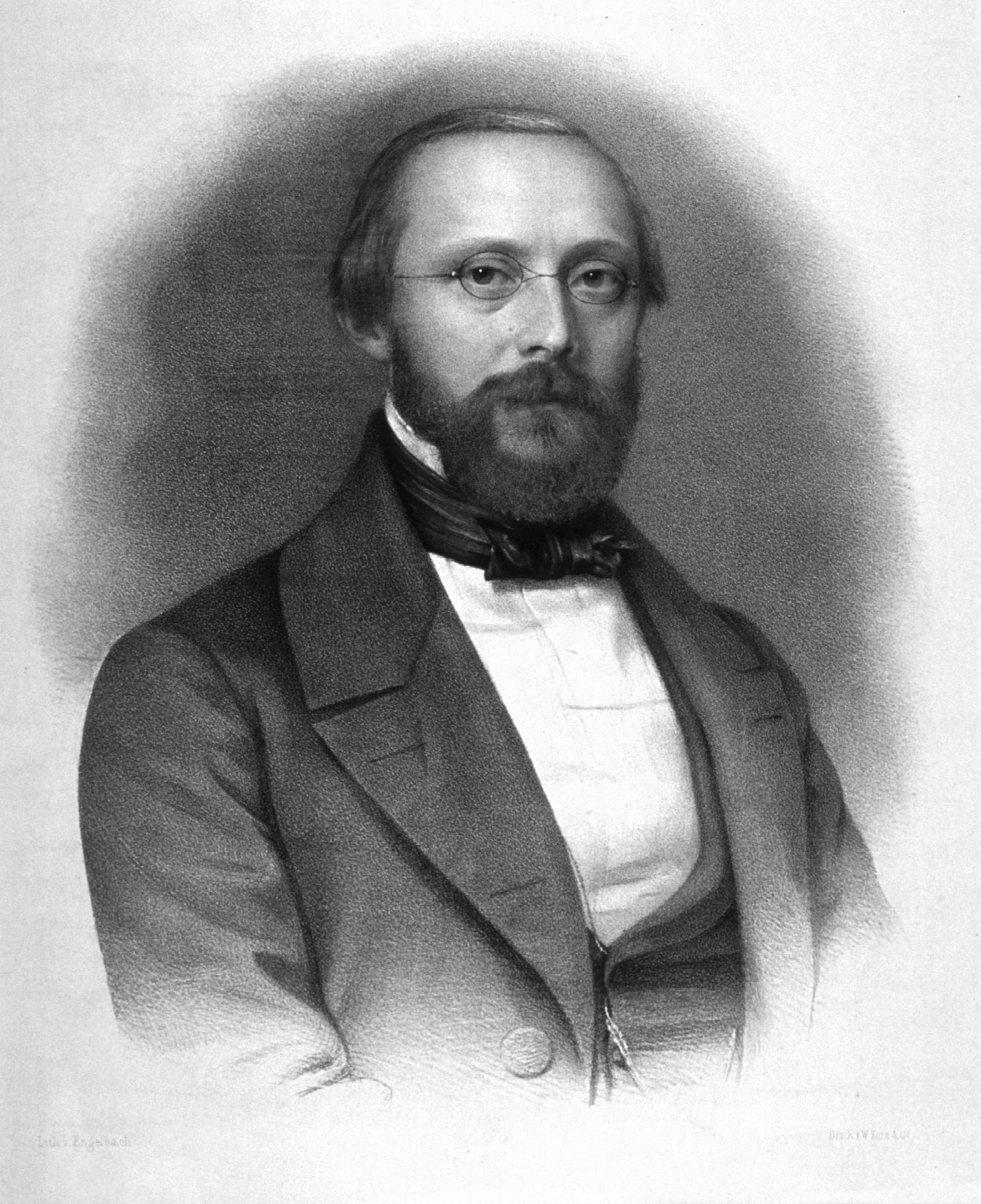
Вирхов

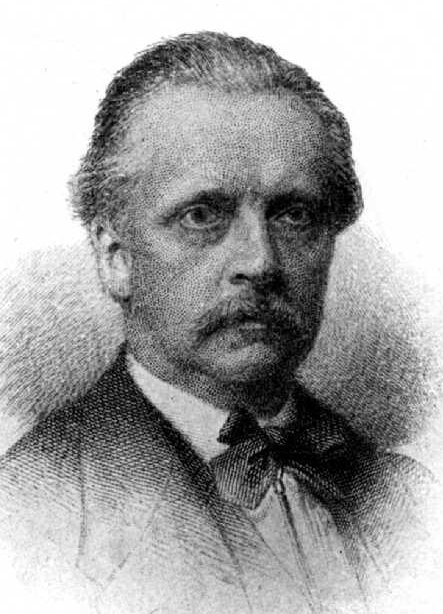
Гельмгольц

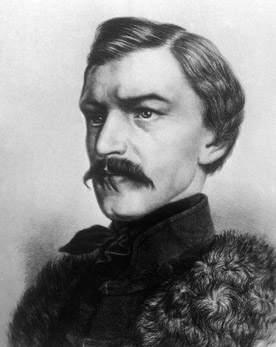
Гавличек-Боровский

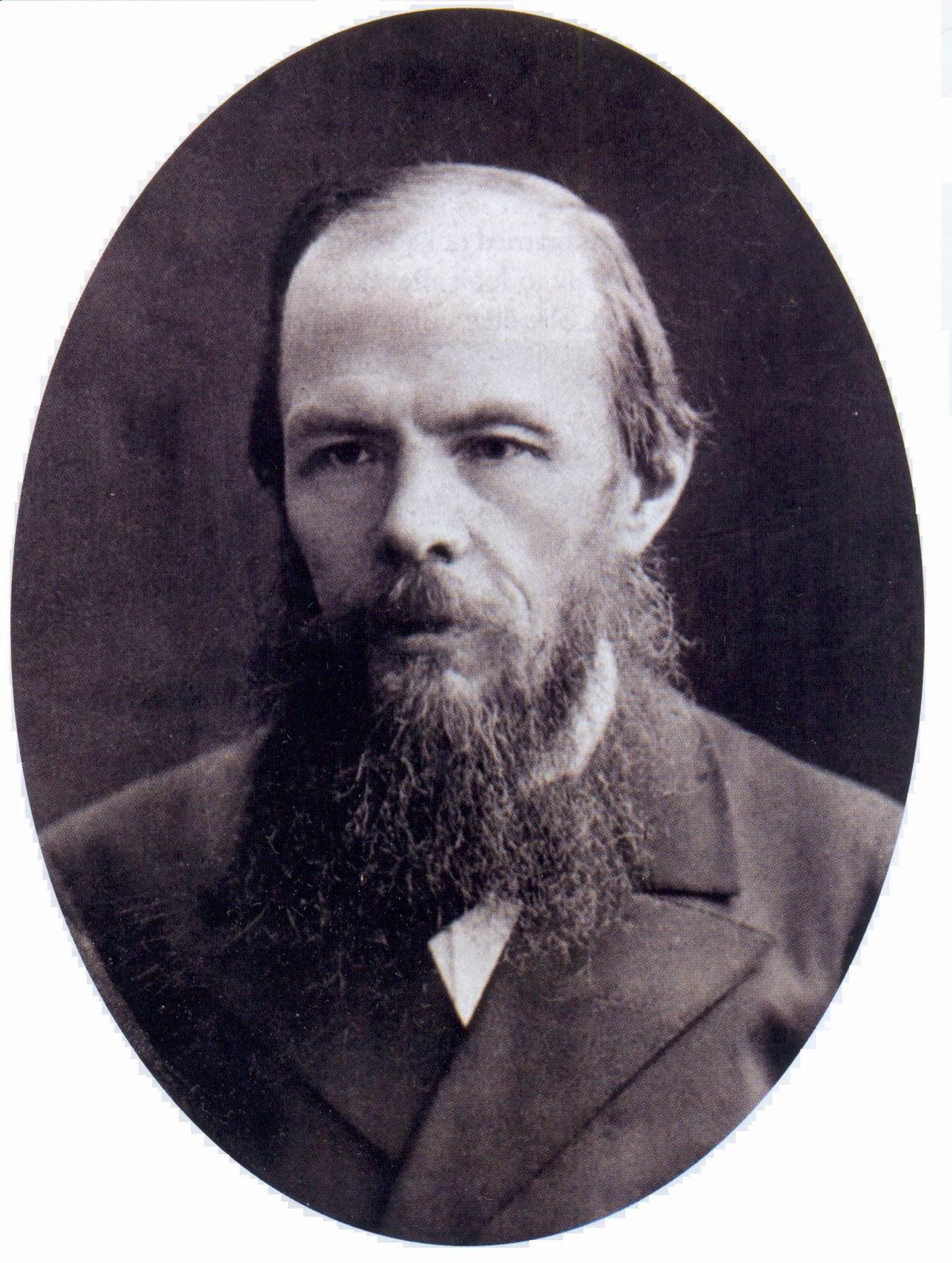
Достоевский

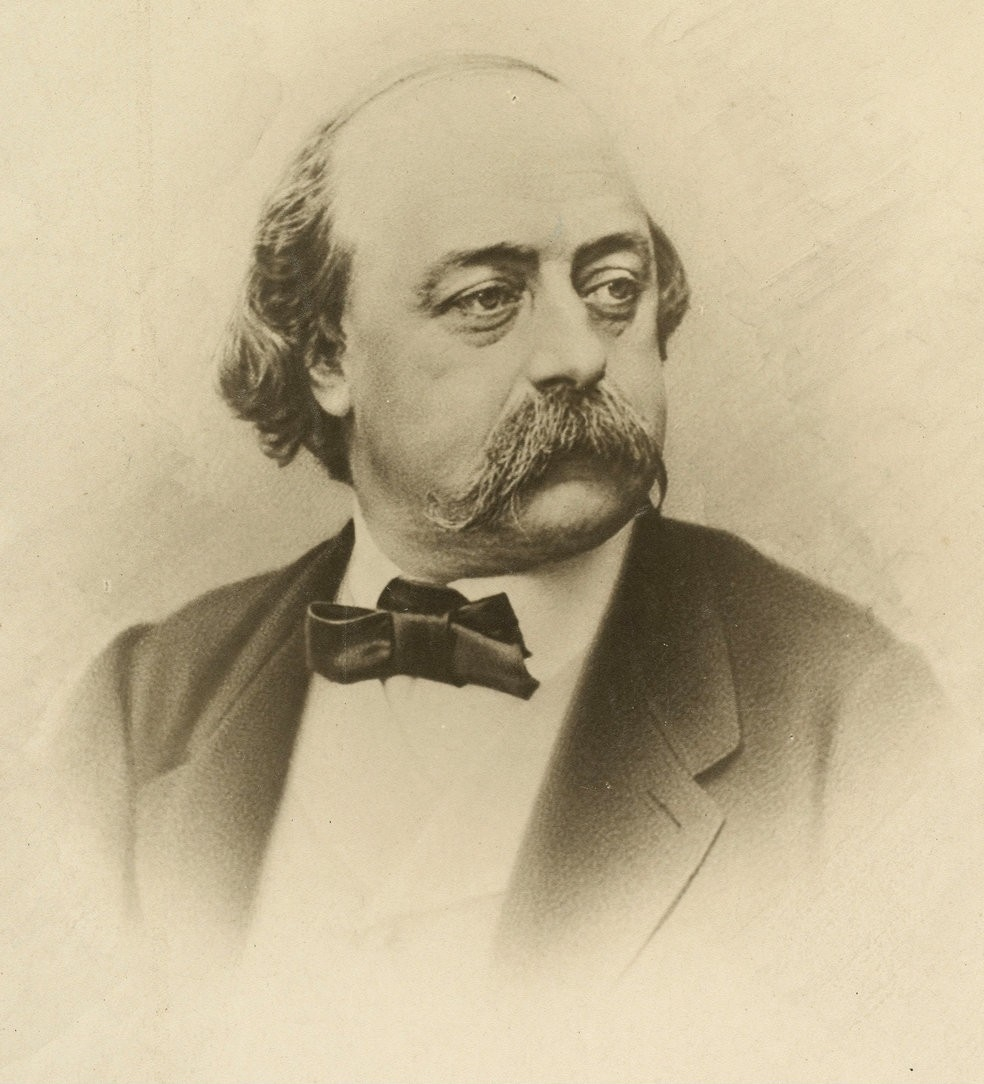
Флобер

- 6 января — Степан Семёнович Дудышкин, русский журналист и литературный критик (ум. в 1866).
- 16 января — Архимандрит Павел (Леднев Пётр Иванович) Прусский, известнейший миссионер XIX века, в течение 27 лет был настоятелем Никольского единоверческого монастыря в Москве (ум. в 1895).
- 23 января — Степан Тимофеевич Славутинский, русский писатель (ум. в 1884).
- 22 февраля — Алексей Михайлович Жемчужников, русский поэт, сатирик и юморист (ум. в 1908).
- 23 марта — Алексей Феофилактович Писемский, русский писатель (ум. в 1881).
- 9 апреля — Шарль Бодлер, французский поэт (ум. в 1867).
- 4 июня — Аполлон Николаевич Майков, русский поэт (ум. в 1897).
- 27 июня — Август Конради, немецкий композитор (ум. в 1873).
- 2 июля — Сэр Чарльз Таппер, 6-й премьер-министр Канады (ум. в 1915).
- 22 июля — Андреа Глория, итальянский историк, профессор Падуанского университета (ум. в 1911).
- 9 августа — Генрих Ландесман (ум. в 1902), австрийский писатель, философ и поэт известный под псевдонимом Иероним Лорм (ум. в 1902).
- 16 августа —  Артур Кэли, английский математик (ум. в 1895).
- 31 августа — Герман Гельмгольц, немецкий физик, физиолог и психолог (ум. в 1894).
- 24 сентября — Циприан Камиль Норвид, польский поэт, драматург, прозаик, художник (ум. в 1883).
- 10 октября — Михаил Васильевич Авдеев, русский беллетрист и критик (ум. в 1876).
- 13 октября — Рудольф Вирхов, немецкий патолог, физиолог и политик (ум. в 1902).
- 24 октября — Филипп Людвиг Зейдель, немецкий математик и астроном (ум. в 1896).
- 31 октября — Карел Гавличек-Боровский, чешский политический деятель, поэт и публицист, один из основоположников чешской журналистики, сатиры и литературной критики (ум. в 1856).
- 11 ноября — Фёдор Михайлович Достоевский, один из величайших русских писателей (ум. в 1881).
- 13 ноября — Михаил Васильевич Буташевич-Петрашевский, русский революционер (ум. в 1866).
- 7 декабря — Альберт Данилович Жамет, русский художник (ум. в 1877).
- 10 декабря — Николай Алексеевич Некрасов, русский поэт (ум. в 1877).
- 12 декабря — Гюстав Флобер, французский писатель, автор романов «Госпожа Бовари» (1856) и «Саламбо» (1862) (ум. в 1880).
- 14 декабря — Николай Фёдорович Щербина, русский поэт (ум. в 1869).
- 25 декабря — Клара Бартон, основательница Американского Красного Креста. (ум. в 1912).
- 29 декабря — Дмитрий Иванович Журавский русский инженер (ум. в 1891).

## Скончались
См. также: Категория:Умершие в 1821 году

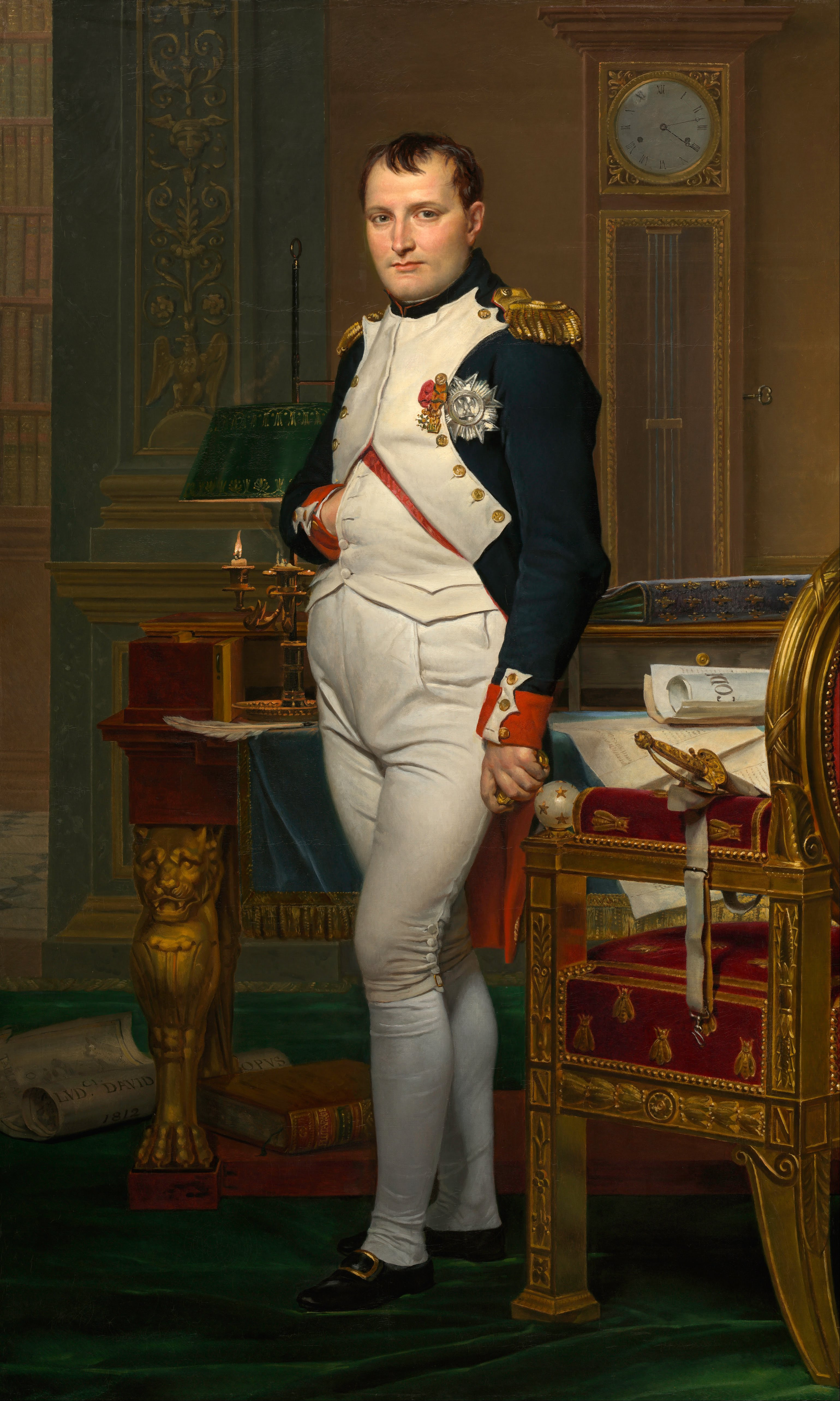
Наполеон Бонапарт I

- 23 февраля — Джон Китс, английский поэт (род. 1795).
- 5 мая — Наполеон Бонапарт I, французский полководец и политический деятель (род. 1769).
- 20 июня — Изидор Вейс, виленский художник-гравёр, издатель, профессор Виленского университета (род. 1774).
- 24 августа —  Джон Полидори, английский врач и писатель, автор первого художественного произведения о вампире (род. 1795).
- 4 сентября — Хосе Мигель Каррера (Jose Miguel Carrera), президент Чили в 1811—1814 годах (род. 1785).
- 28 октября — Гаспаре Пакьяротти, итальянский оперный певец-кастрат (сопрано). Один из последних великих кастратов (род. 1740).
- 29 октября — Михаил Васильевич Милонов, русский поэт (род. 1792).